# Criador do Mundo
Criador do Mundo é o segundo álbum de estúdio da cantora brasileira Daniela Araújo, lançado em 2014 pela gravadora Onimusic. O disco foi produzido pela cantora juntamente com seu irmão, o músico Jorginho Araújo, e conta com participações de Leonardo Gonçalves, Lito Atalaia, Tiago Arrais e do Coral Nissi, de Angola.
Juntamente com o álbum Graça, do cantor Paulo César Baruk, Criador do Mundo liderou as vendas no iTunes Brasil durante quatro dias consecutivos e, assim como o primeiro trabalho de Daniela Araújo, foi um sucesso de crítica.

## Lançamento e recepção
| Críticas profissionais | Críticas profissionais |
| Avaliações da crítica  | Avaliações da crítica  |
| Fonte                  | Avaliação              |
| ---------------------- | ---------------------- |
| O Propagador           | 9.3/10                 |
| Super Gospel           | [ 3 ]                  |

Criador do Mundo foi originalmente lançado em maio de 2014 pela gravadora Onimusic e anos depois chegou a ser distribuído pela Som Livre. O projeto recebeu avaliações favoráveis da mídia especializada. Em texto de Jhonata Fernandes para o O Propagador, o projeto foi aclamado e considerado um dos melhores álbuns de 2014, com a justificativa de que "remete uma fase madura, mas sem perder a jovialidade da cantora".
Outra crítica positiva foi do portal Super Gospel, que o considerou um projeto mais ousado que o de estreia, afirmando que "a cantora definitivamente se insere como uma artista indie, explorando um lado mais adulto e levemente crítico".
Em 2019, foi eleito pelo Super Gospel o 28º melhor álbum da década de 2010.

## Faixas
1. Teu Perdão (Daniela Araújo, Leonardo Gonçalves)
2. Criador do Mundo (Daniela Araújo)
3. Entrega (Daniela Araújo)
4. Liberdade (Daniela Araújo)
5. Verdade (Daniela Araújo, Jorginho Araújo)
6. Imensurável (Daniela Araújo)
7. Deus (Elen Diana)
8. Jesus (Daniela Araújo)
9. Te Alcançar (Daniela Araújo, Edson Nunes Jr.)
10. Porto Seguro (Daniela Araújo, Leonardo Gonçalves)
11. Santo / Graça (Daniela Araújo, Ryldo Lopes)
12. Mais Uma Vez (Cândido Gomes)
13. Aleluia (Daniela Araújo)

### Ficha Tecnica
Orquestrações:
Cordas e Metais
Henoch Thomas Jr. nas Músicas: Entrega, Liberdade, Jesus e Verdade.
Ronnye Dias nas Músicas: Teu Perdão (Arr. Para Trompas), Criador do Mundo e Porto Seguro.
Daniela Araújo e Jorginho Araújo nas Músicas: Te Alcançar  e Mais Uma Vez.